# Гершко, Раз
Раз Гершко (ивр. רז הרשקו‎; род. 19 июня 1998, Нетания, Центральный округ) — израильская дзюдоистка. Чемпионка Европы 2024 года, трёхкратный серебряный призёр чемпионатов Европы, обладательница бронзовой медали летних Олимпийских игр 2020 года в Токио и серебряной медали в Париже 2024 года, призёр чемпионатов мира.

## Биография
Раз начала тренироваться в четыре года. В дальнейшем продолжила изучать тонкости дзюдо в институте Вингейта.
Тренирует спортсменку её дядя Шани Гершко, известный в Израиле дзюдоист и главный тренер женской сборной Израиля.

### Начало карьеры
В 2013 году Раз впервые приняла участие в международном турнире, это был чемпионат мира среди кадетов в Майями, а через два года пришли и первые успехи. В 2015 году Раз завоевала три серебряные медали и победила на чемпионате Европы среди кадетов. В следующем, 2016 году она побеждает на юношеском чемпионате Европы в Афинах и в турнире кубка Европы среди юниоров в румынском городе Дева.

### Турниры
В 2017 году начинает выступать в турнирах взрослой возрастной категории и занимает второе место на чемпионате Европы до 23 лет. На следующий год побеждает на чемпионате Европы в Малаге. В 2021 побеждает в турнире большого шлема в Анталии и едет на Олимпиаду.

### Олимпиада 2020
В личных соревнованиях Раз победила соперницу из Саудовской Аравии Таани Алькатани, но в 1/16 финала проиграла спортсменке из Японии Акире Сонэ.
Затем, в соревнованиях смешанных команд, завоевала бронзовую медаль.
В мае 2023 года, в столице Катаре, на чемпионате мира, израильская дзюдоистка в весовой категории свыше 70 кг стала обладателем бронзовой медали, в поединке за третье место победив китайскую спортсменку Ксю Шань.
В апреле 2025 года на чемпионате Европы в Подгорице в категории свыше 78 кг завоевала серебряную медаль. В финальной схватке уступила сопернице из Франции Романе Дико.

### Статистика
Результаты выступлений Раз Гершко.
- 2013	World Championships Miami Cadets 2013
- 2014	Cadet European Championships 2014	5-е место
- 2014	European Junior Championships 2014
- 2015	Cadet European Cup Fuengirola 2015	2-е место
- 2015	Junior European Cup La Coruna 2015	2-е место
- 2015	Cadet European Judo Championships 2015	1-е место
- 2015	European Youth Olympic Festival 2015	2-е место
- 2015	European Junior Championships 2015	5-е место
- 2016	Junior European Cup Athens 2016	1-е место
- 2016	Junior European Cup La Coruna 2016	3-е место
- 2016	Junior European Cup Leibnitz 2016
- 2016	Junior European Cup Berlin 2016	7-е место
- 2016	Junior European Cup Deva 2016	1-е место
- 2016	Junior European Championships 2016	7-е место
- 2016	U23 European Championships 2016
- 2017	Minsk European Open 2017	7-е место
- 2017	U23 European Championships 2017	2-е место MONTENEGRO, PODGORICA
- 2018	Odivelas European Open 2018
- 2018	Warsaw European Open 2018
- 2018	Agadir Grand Prix 2018
- 2018	Paks Junior European Cup 2018	5-е место
- 2018	European Junior Championships 2018
- 2018	Malaga Senior European Cup 2018	1-е место
- 2018	European U23 Championships	3-е место
- 2018	Tashkent Grand Prix 2018
- 2018	The Hague Grand Prix 2018
- 2019	Tel Aviv Grand Prix 2019
- 2019	Düsseldorf Grand Slam 2019
- 2019	Marrakech Grand Prix 2019	7-е место
- 15. Mar 2019	Ekaterinburg Grand Slam 2019	-
- 29. Mar 2019	Tbilisi Grand Prix 2019	-
- 05. Apr 2019	Antalya Grand Prix 2019	7
- 10. May 2019	Baku Grand Slam 2019	-
- 01. Jun 2019	Cluj-Napoca European Open 2019	3
- 05. Jul 2019	Montreal Grand Prix 2019	2
- 26. Jul 2019	Zagreb Grand Prix 2019	-
- 25. Aug 2019	World Championships Senior 2019	-
- 20. Sep 2019	Tashkent Grand Prix 2019	5
- 03. Nov 2019	Perth Oceania Open 2019	7
- 12. Dec 2019	Qingdao Masters 2019	-
- 23. Jan 2020	Tel Aviv Grand Prix 2020	-
- 11. Jan 2021	Doha Masters 2021	-
- 18. Feb 2021	Tel Aviv Grand Slam 2021	7
- 05. Mar 2021	Tashkent Grand Slam 2021	-
- 26. Mar 2021	Tbilisi Grand Slam 2021	5
- 01. Apr 2021	Antalya Grand Slam 2021	1
- 24. Jul 2021	Olympic Games Tokyo 2020 — 9
- 31. Jul 2021	Olympic Games Tokyo Teams 2020 — 3